# Orvar Nyquist
Johan Erik Orvar Nyquist, född 22 mars 1933 i Ödeshög, är en svensk bergsingenjör, företagsledare och reservofficer. Han  är teknologie licentiat och var verkställande direktör för Jernkontoret från 1988 till slutet av 1990-talet.
Mellan 1978 och 1987 var han VD vid SSAB Svenskt Stål AB i Stockholm och var under denna tid en av nyckelpersonerna vid omstruktureringen av de olika äldre stålföretagen till ett modernt och specialinriktat SSAB.

## Utmärkelser och ledamotskap
- H. M. Konungens medalj i guld av 12:e storleken (Kon:sGM12, 2018) för förtjänstfulla insatser inom svenskt näringsliv[2]
- Ledamot av Ingenjörsvetenskapsakademien (LIVA, 1980)
- Kommendörstecknet av I. klass av Finlands Lejons orden (FLO K I)